# 폐쇄근막
폐쇄근막(obturator fascia, fascia of the internal obturator muscle)은 속폐쇄근의 골반 쪽 표면을 덮고 속폐쇄근의 이는곳 가장자리 쪽에 붙어 있는 근막이다.

## 위치
위쪽에서는 엉덩뼈의 활꼴선 뒷부분과 느슨하게 연결되어 있고, 엉덩근막으로 연속되어 있다.
폐쇄근막 앞쪽에서는 속폐쇄근의 이는곳을 따라 있으며 점차 엉덩근막에서 분리된다. 이 부분에서 폐쇄근막과 엉덩근막 사이의 연속성은 오직 뼈막을 통해서만 유지된다.
폐쇄혈관, 폐쇄신경 아래에서는 아치를 형성하며 폐쇄신경관을 이루고 골반 앞쪽에서는 두덩뼈의 위쪽 가지(superior ramus) 뒤쪽에 붙는다.
아래쪽에서 폐쇄근막은 엉치결절인대와 두덩활에 붙는다.
뒤쪽에서는 볼기 영역으로 연장된다.
속음부동맥, 속음부정맥, 음부신경은 속폐쇄근의 골반쪽 표면을 가로질러 폐쇄근막에 의해 형성된 음부신경관(올콕관)에 둘러싸여 있다.
항문올림근의 엉덩꼬리근 부분은 폐쇄근막의 힘줄활을 통해 폐쇄근막과 연결되어 골반의 가쪽벽에 붙게 된다.

## 참고 문헌
이 문서는 현재 퍼블릭 도메인에 속하는 그레이 해부학 제20판(1918) page 420의 내용을 기초로 작성된 글이 포함되어 있습니다.